# Халисте, Герман
Ге́рман Ха́листе (эст. Herman Halliste; 28 июня 1900, Кохила, Эстляндская губерния, Российская империя — 18 октября 1973, Таллин, Эстонская ССР) — эстонский скульптор.

## Биография
Родился в семье садовника мызы Койл (в наст. время посёлок Кохила). Вместе с родителями переехал в деревню Кийдева под Хаапсалу.
Учился в студии Антса Лайкмаа (1919—1922) и Высшей художественной школе «Паллас» (1923—1926) под руководством Антона Старкопфа и Вольдемара Меллика.
Во время Второй мировой войны работал, в основном, как живописец. Провёл одно лето в окрестностях Тарту.
Вылепил ряд скульптурных портретов известных эстонских деятелей искусства, гранитные портреты Кириллуса Креека и Антона Старкопфа. Наряду с портретами создал фигуры «Lein» (траур), «Hämarik» (сумерки), «Istuv naine» (Сидящая женщина), «Üksinda» (Одинокая), «Põlvitaja» (Встаньте на колени).
В 1950 году выполнил более 600 муляжей фруктов, овощей и винограда из воска, стеарина и парафина для Таллинского музея природы. Для Нарвского музея подготовил фигуру солдата времён Северной войны в полном вооружении, для Пярнуского музея — в натуральную величину женщину и рыбака.

## Память
Похоронен на Лесном кладбище в Таллине

## Известные работы
- «Ago» (Ago Jõger) (1930)[10]
- «Ago’s head» (1932), Эстонский художественный музей
- «Тяжелоатлет» (1938)

Создал ряд надгробий (Юхану Яику, семье Ауле).

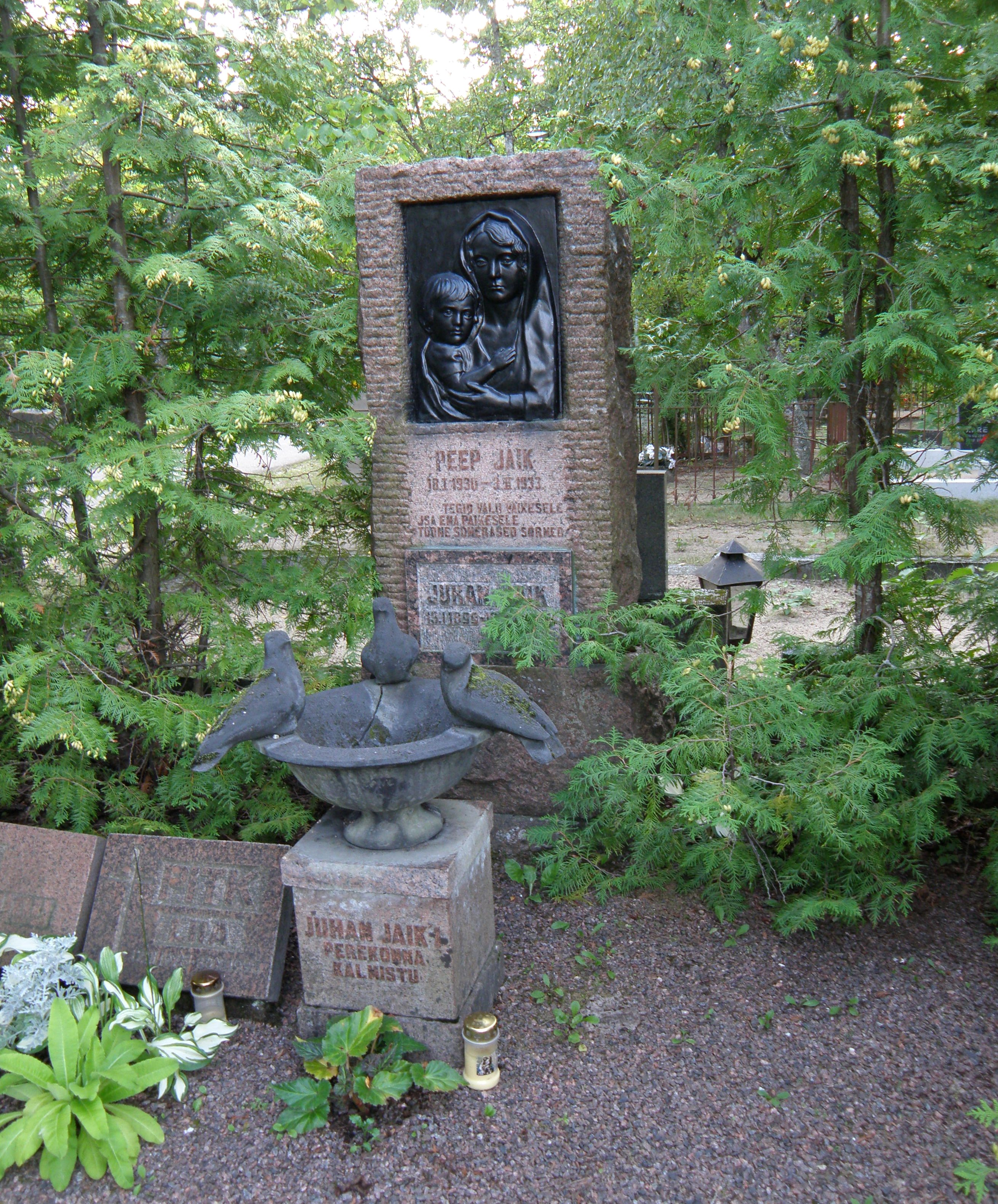
Могила Юхана Яика. Кладбище Рахумяэ

## Комментарии
1. ↑  Эстонские топонимы, оканчивающиеся на -а, не склоняются и не имеют женского рода (исключение — Нарва)